# Xysticus cristatus
Xysticus cristatus là một loài nhện trong họ Thomisidae.

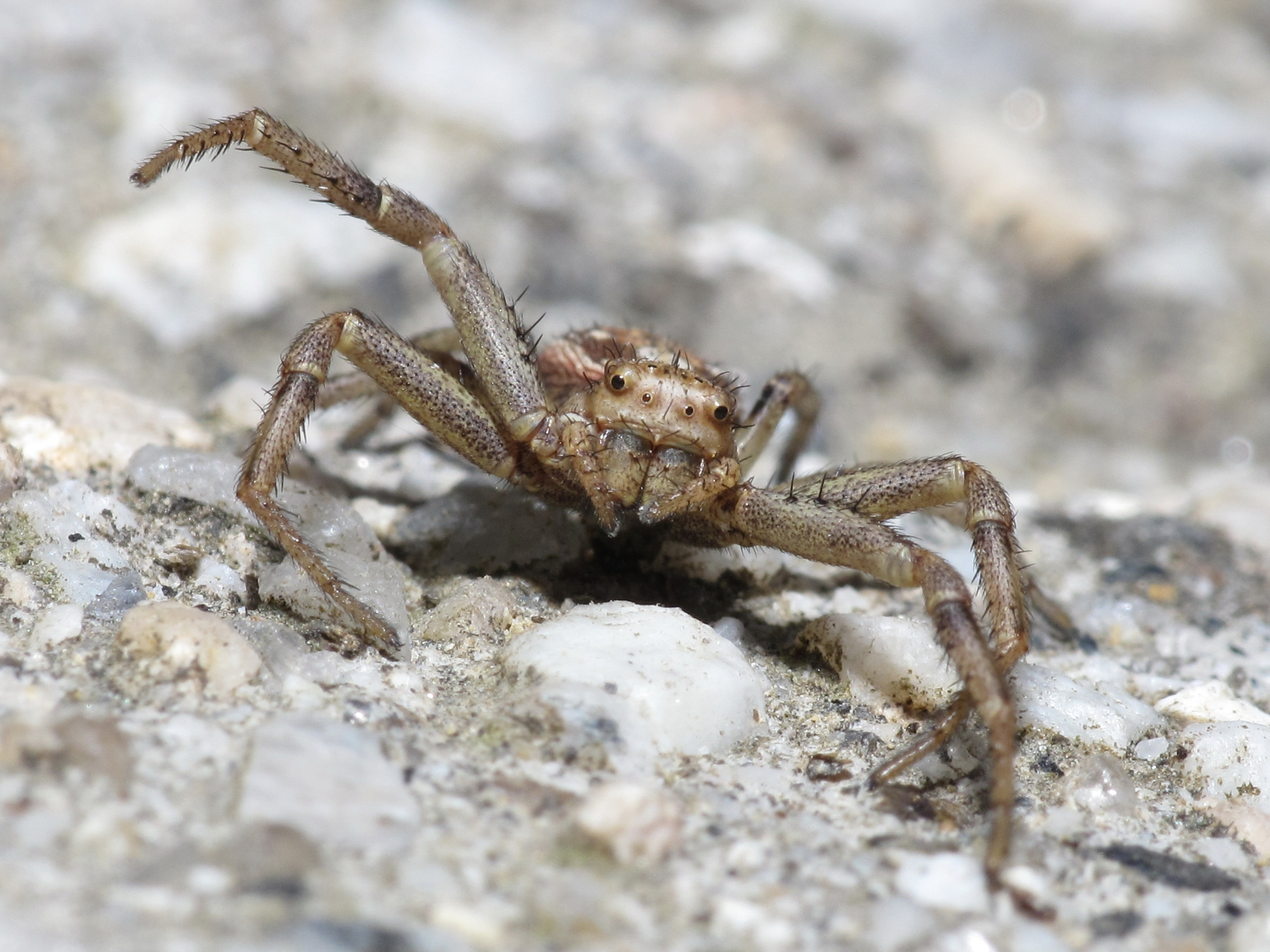